# 联合国安全理事会第1730号决议
联合国安全理事会1730号决议，是联合国安理会于2006年12月19日在第5599次会议上一致通过的一项决议。该决议制定了对受到联合国安理会决议制裁国家、个人和实体的除名程序，使得这些国家、个人和实体可以通过联合国秘书长在联合国秘书处内任命的协调人提交解除制裁的申请。这个议案是阿根廷、丹麦、俄罗斯、美国、英国、法国、日本、秘鲁、斯洛伐克和希腊10个成员国提交的。